# Carretera Federal 295
La Carretera Federal 295 es una ruta terrestre que comunica las ciudades mexicanas de Felipe Carrillo Puerto y Río Lagartos. Tiene una longitud total de 254 km.

## Localidades
Yucatán
- Río Lagartos
- Tizimín
- Calotmul
- Temozón
- Valladolid
- Chichimilá
- Tekom
- Tixcacalcupul

Quintana Roo
- Tepich
- Tuzk
- Felipe Carrillo Puerto